# 新大橋 (江東區)
新大橋（日语：／ Shin-ōbashi */?）是東京都江東區的町名，現行行政地名為新大橋一丁目至三丁目。已實施住居表示。郵遞區號135-0007。

## 地理
位於東京都江東區西北端，屬深川地域。北鄰墨田區千歲，東接森下，南連常盤，西接中央區日本橋濱町。町域西邊為隅田川。地區中央有東西向的都道貫穿。

### 河川
- 隅田川
  - 新大橋

## 歷史
1934年（昭和9年），安宅町、御船藏前町、西六間堀町、八名川町大部分區域與新安宅町、本所松井町一丁目各一部分合併為新大橋一～三丁目。1947年（昭和22年）為江東區深川新大橋。1970年（昭和45年）與深川森下町一部分合併，實施住居表示，為現行的新大橋。

### 地名由來
來自隅田川上的新大橋。

## 交通

### 鐵路
- 都營地下鐵新宿線、大江戶線 ○○森下站 - 車站所在地為森下，本地設有出入口。

### 巴士
町域內有「新大橋」巴士站。以下路線由東京都交通局運行。
- 錦11系統（新大橋通）

### 道路
- 東京都道50號東京市川線（新大橋通）

## 設施
- 江東區立八名川小學校

## 備註
1. ↑  江東区の世帯と人口（住民基本台帳による） 区民部区民課 平成25年8月1日現在[永久]
2. ↑  江東區の地名由来-江東區地域振興部文化観光課文化財係 的存檔，存档日期2013-07-19.，2012年6月1日閲覧。

## 外部連結
- 江東區官方網站 （页面存档备份，存于）